# يوشيو ماسودا
يوشيو ماسودا يُعتبر هو المؤسس لتكنولوجيا توليد الطاقة الموجية الحديثة ، وكان قائدًا لسلاح البحرية اليابانية سابقًا وتُوفي في عام 2009.
ويُعد المبدأ التي تعمل عليه محطات توليد الطاقة الموجية من المياه من اختراعه، حيث اُستخدم لأول مرة في الشمندورات البحرية للملاحة بخلاف الكثير من الأجهزة الأخرى.